# Aphanosperma sinaloensis
Aphanosperma sinaloensis är en akantusväxtart som först beskrevs av Emery Clarence Leonard och Gentry, och fick sitt nu gällande namn av T.F. Daniel. Aphanosperma sinaloensis ingår i släktet Aphanosperma och familjen akantusväxter. Inga underarter finns listade i Catalogue of Life.